# Čormoz
Čormoz (rusky Чёрмоз) je město v Permském kraji v Ruské federaci. Při sčítání lidu v roce 2010 měl bezmála čtyři tisíce obyvatel.

## Poloha a doprava
Čormoz leží na pravém, západním břehu Kamské přehradní nádrže na Kamě, přítoku Volhy. Jižní část města je ohraničena zátokou, do které se vlévá řeka Ćormoz.
Jediná silnice z města vede na západ a pak se stáčí na jih obloukem kolem zátok Kamské přehradní nádrže směrem k Permu.

## Dějiny
První zmínka o obci je z roku 1701 v soupisu majetku vytvořeném pro Grigorije Dmitrijeviče Stroganova z rodu Straganovovů. V roce 1761 zde vznikla měděná huť, která byla později předělána na železárnu.
Od roku 1943 je Čormoz městem.
V roce 1958 byla část města zatopena vzdutím Kamské přehradní nádrže.